# Innes Ireland
Innes Ireland (n. 12 iunie 1930 – d. 22 octombrie 1993) a fost un pilot scoțian de Formula 1 care a evoluat în Campionatul Mondial între anii 1959 și 1966.